# Sorbus rhamnoides
Sorbus rhamnoides är en rosväxtart som först beskrevs av Joseph Decaisne, och fick sitt nu gällande namn av Alfred Rehder. Sorbus rhamnoides ingår i släktet oxlar, och familjen rosväxter. Inga underarter finns listade i Catalogue of Life.